# Indische Cricket-Nationalmannschaft in Neuseeland in der Saison 2008/09
Die Tour der indischen Cricket-Nationalmannschaft nach Neuseeland in der Saison 2008/09 fand vom 25. Februar bis zum 7. April 2009 statt. Die internationale Cricket-Tour war Teil der internationalen Cricket-Saison 2008/09 und umfasste drei Test Matches, fünf ODIs und zwei Twenty20s. Indien gewann die Testserie 1-0 und die ODI-Serie 3-1, während Neuseeland die Twenty20-Serie 2-0 gewann.

## Stadien
Für die Tour wurden folgende Stadien als Austragungsorte vorgesehen und vom 28. August 2008 bekanntgegeben.
| Stadion                     | Stadt        | Kapazität | Spiele          |
| --------------------------- | ------------ | --------- | --------------- |
| Eden Park                   | Auckland     | 50.000    | 5. ODI          |
| AMI Stadium                 | Christchurch | 38.628    | 1. T20; 3. ODI  |
| Seddon Park                 | Hamilton     | 10.000    | 4. ODI; 1. Test |
| McLean Park                 | Napier       | 22.500    | 1. ODI; 2. Test |
| Basin Reserve               | Wellington   | 11.000    | 3. Test         |
| Wellington Regional Stadium | Wellington   | 34.500    | 2. T20; 2. ODI  |

## Kaderlisten
Indien benannte seine Kader am 13. Februar 2009.
Neuseeland benannte seinen Twenty20-Kader am 21. Februar, seinen ODI-Kader am 28. Februar und seinen Test-Kader am 12. März 2009.
| Test | Test | ODI | ODI | Twenty20 | Twenty20 |
| Neuseeland | Indien | Neuseeland | Indien | Neuseeland | Indien |
| --- | --- | --- | --- | --- | --- |
| - Daniel Vettori (K) - Brent Arnel - Daniel Flynn - James Franklin - Martin Guptill - Jamie How - Brendon McCullum (wk) - Tim McIntosh - Chris Martin - Kyle Mills - Iain O’Brien - Jeetan Patel - Jesse Ryder - Tim Southee - Ross Taylor | - MS Dhoni (K & wk) - Lakshmipathy Balaji - Rahul Dravid - Gautam Gambhir - Dinesh Karthik (wk) - Zaheer Khan - Dhawal Kulkarni - VVS Laxman - Amit Mishra - Munaf Patel - Virender Sehwag - Ishant Sharma - Harbhajan Singh - Yuvraj Singh - Sachin Tendulkar - Murali Vijay | - Daniel Vettori (K) - Brendon McCullum (vK & wk) - Neil Broom - Ian Butler - Grant Elliott - Martin Guptill - Peter McGlashan (wk) - Kyle Mills - Iain O’Brien - Jacob Oram - Jeetan Patel - Jesse Ryder - Tim Southee - Ross Taylor - Ewen Thompson | - MS Dhoni (K & wk) - Gautam Gambhir - Dinesh Karthik (wk) - Zaheer Khan - Praveen Kumar - Pragyan Ojha - Munaf Patel - Irfan Pathan - Yusuf Pathan - Suresh Raina - Virender Sehwag - Ishant Sharma - Rohit Sharma - Harbhajan Singh - Yuvraj Singh - Sachin Tendulkar | - Daniel Vettori (K) - Neil Broom - Ian Butler - Grant Elliott - Martin Guptill - Brendon McCullum (wk) - Nathan McCullum - Iain O’Brien - Jacob Oram - Jesse Ryder - Tim Southee - Ross Taylor - Ewen Thompson | - MS Dhoni (K & wk) - Gautam Gambhir - Ravindra Jadeja - Dinesh Karthik (wk) - Zaheer Khan - Praveen Kumar - Pragyan Ojha - Munaf Patel - Irfan Pathan - Yusuf Pathan - Suresh Raina - Virender Sehwag - Ishant Sharma - Rohit Sharma - Harbhajan Singh - Yuvraj Singh |

## Twenty20 Internationals

### Erstes Twenty20 in Christchurch
| 25. Februar Scorecard | Christchurch | Indien 162-8 (20)                | – | Neuseeland 166-3 (18.5) |
|                       |              | Neuseeland gewinnt mit 7 Wickets |   |                         |

### Zweites Twenty20 in Wellington
| 27. Februar Scorecard | Wellington | Indien 149-6 (20)                | – | Neuseeland 150-5 (20) |
|                       |            | Neuseeland gewinnt mit 5 Wickets |   |                       |

## One-Day Internationals

### Erstes ODI in Napier
| 3. März Scorecard | Napier | Indien 273-4 (38/38)                    | – | Neuseeland 162-9 (28/28) |
|                   |        | Indien gewinnt mit 53 Runs (D/L method) |   |                          |

### Zweites ODI in Wellington
| 6. März Scorecard | Wellington | Indien 188-4 (28.4) | – | Neuseeland |
|                   |            | No Result           |   |            |

### Drittes ODI in Christchurch
| 8. März Scorecard | Christchurch | Indien 392-4 (50)          | – | Neuseeland 334 (45.1) |
|                   |              | Indien gewinnt mit 58 Runs |   |                       |

### Viertes ODI in Hamilton
| 11. März Scorecard | Hamilton | Neuseeland 270-5 (47/47)                | – | Indien 201-0 (23.3/23.3) |
|                    |          | Indien gewinnt mit 84 Runs (D/L method) |   |                          |

### Fünftes ODI in Auckland
| 14. März Scorecard | Auckland | Indien 149 (36.3/43)             | – | Neuseeland 151-2 (23.2/43) |
|                    |          | Neuseeland gewinnt mit 8 Wickets |   |                            |

## Test Matches

### Erster Test in Hamilton
| 18. – 21. März Scorecard | Hamilton | Neuseeland 279 (78.2) & 279 (102.3) | – | Indien 520 (152.4) & 39-0 (5.2) |
|                          |          | Indien gewinnt mit 10 Wickets       |   |                                 |

### Zweiter Test in Napier
| 26. – 30. März Scorecard | Napier | Neuseeland 619-9d (154.4) & 476-4 (180) | – | Indien 305 (93.5) |
|                          |        | Remis                                   |   |                   |

### Dritter Test in Wellington
| 3. – 7. April Scorecard | Wellington | Indien 379 (92.1) & 434-7d (116) | – | Neuseeland 197 (65) & 281-8 (94.3) |
|                         |            | Remis                            |   |                                    |

## Statistiken
Die folgenden Cricketstatistiken wurden bei dieser Tour erzielt.
| Tests            | Tests      | Tests   | Tests   | Tests   | Tests   | Tests   | Tests   | Tests   |
| Batting          | Batting    | Batting | Batting | Batting | Batting | Batting | Batting | Batting |
| Spieler          | Mannschaft | Spiele  | Innings | Runs    | Average | HS      | 100s    | 50s     |
| ---------------- | ---------- | ------- | ------- | ------- | ------- | ------- | ------- | ------- |
| Gautam Gambhir   | Indien     | 3       | 6       | 445     | 89,00   | 167     | 2       | 1       |
| Sachin Tendulkar | Indien     | 3       | 5       | 344     | 68,80   | 160     | 1       | 2       |
| Jesse Ryder      | Neuseeland | 3       | 5       | 327     | 65,40   | 201     | 2       | 0       |
| Ross Taylor      | Neuseeland | 3       | 5       | 322     | 64,40   | 151     | 2       | 0       |
| Rahul Dravid     | Indien     | 3       | 6       | 314     | 62,80   | 83      | 0       | 4       |
| Bowling          |            |         |         |         |         |         |         |         |
| Spieler          | Mannschaft | Spiele  | Overs   | Wickets | Average | BBI     | 5W      | 10W     |
| Harbhajan Singh  | Indien     | 3       | 147.4   | 16      | 21,37   | 6/63    | 1       | 0       |
| Chris Martin     | Neuseeland | 3       | 134.1   | 14      | 32,71   | 4/98    | 0       | 0       |
| Zaheer Khan      | Indien     | 3       | 115.3   | 13      | 30,76   | 5/65    | 1       | 0       |
| Iain O’Brien     | Neuseeland | 3       | 125.5   | 9       | 50,22   | 3/103   | 0       | 0       |
| Ishant Sharma    | Indien     | 3       | 94.2    | 8       | 41,75   | 4/73    | 0       | 0       |

| ODIs             | ODIs       | ODIs    | ODIs    | ODIs    | ODIs    | ODIs    | ODIs    | ODIs    |
| Batting          | Batting    | Batting | Batting | Batting | Batting | Batting | Batting | Batting |
| Spieler          | Mannschaft | Spiele  | Innings | Runs    | Average | HS      | 100s    | 50s     |
| ---------------- | ---------- | ------- | ------- | ------- | ------- | ------- | ------- | ------- |
| Virender Sehwag  | Indien     | 5       | 5       | 299     | 74,75   | 125*    | 1       | 2       |
| Sachin Tendulkar | Indien     | 3       | 3       | 244     | 122,00  | 163*    | 1       | 1       |
| Jesse Ryder      | Neuseeland | 5       | 4       | 225     | 56,25   | 105     | 1       | 1       |
| MS Dhoni         | Indien     | 5       | 4       | 184     | 92,00   | 84*     | 0       | 2       |
| Brendon McCullum | Neuseeland | 5       | 4       | 150     | 37,50   | 77      | 0       | 2       |
| Bowling          |            |         |         |         |         |         |         |         |
| Spieler          | Mannschaft | Spiele  | Overs   | Wickets | Average | BBI     | 5W      | 10W     |
| Harbhajan Singh  | Indien     | 5       | 26      | 5       | 29,60   | 3/27    | 0       | 0       |
| Yuvraj Singh     | Indien     | 5       | 25      | 4       | 38,25   | 2/71    | 0       | 0       |
| Praveen Kumar    | Indien     | 5       | 25.1    | 4       | 40,25   | 2/28    | 0       | 0       |
| Zaheer Khan      | Indien     | 5       | 33      | 4       | 46,00   | 2/65    | 0       | 0       |
| Kyle Mills       | Neuseeland | 5       | 36      | 4       | 57,25   | 2/58    | 0       | 0       |

| Twenty20s        | Twenty20s  | Twenty20s | Twenty20s | Twenty20s | Twenty20s | Twenty20s | Twenty20s | Twenty20s |
| Batting          | Batting    | Batting   | Batting   | Batting   | Batting   | Batting   | Batting   | Batting   |
| Spieler          | Mannschaft | Spiele    | Innings   | Runs      | Average   | HS        | 100s      | 50s       |
| ---------------- | ---------- | --------- | --------- | --------- | --------- | --------- | --------- | --------- |
| Brendon McCullum | Neuseeland | 2         | 2         | 125       |           | 69*       | 0         | 2         |
| Suresh Raina     | Indien     | 2         | 2         | 61        | 61,00     | 61*       | 0         | 1         |
| Ross Taylor      | Neuseeland | 2         | 2         | 58        | 29,00     | 31        | 0         | 0         |
| Martin Guptill   | Neuseeland | 2         | 2         | 51        | 25,50     | 47        | 0         | 0         |
| Yuvraj Singh     | Indien     | 2         | 2         | 51        | 25,50     | 50        | 0         | 1         |
| Bowling          |            |           |           |           |           |           |           |           |
| Spieler          | Mannschaft | Spiele    | Overs     | Wickets   | Average   | BBI       | 5W        | 10W       |
| Iain O’Brien     | Neuseeland | 2         | 8         | 4         | 16,50     | 2/30      | 0         | 0         |
| Ian Butler       | Neuseeland | 2         | 8         | 4         | 17,75     | 2/29      | 0         | 0         |
| Harbhajan Singh  | Indien     | 2         | 8         | 2         | 17,00     | 1/15      | 0         | 0         |
| Daniel Vettori   | Neuseeland | 2         | 8         | 2         | 19,50     | 1/18      | 0         | 0         |
| Zaheer Khan      | Indien     | 2         | 8         | 2         | 25,00     | 1/20      | 0         | 0         |
| Tim Southee      | Neuseeland | 2         | 8         | 2         | 39,00     | 1/36      | 0         | 0         |
| Irfan Pathan     | Indien     | 2         | 7         | 2         | 39,50     | 2/41      | 0         | 0         |

## Player of the Match
Als Player of the Match wurden die folgenden Spieler ausgezeichnet.
| Spiel   | Player of the Match |
| ------- | ------------------- |
| 1. T20  | Brendon McCullum    |
| 2. T20  | Brendon McCullum    |
| 1. ODI  | MS Dhoni            |
| 3. ODI  | Sachin Tendulkar    |
| 4. ODI  | Virender Sehwag     |
| 5. ODI  | Jesse Ryder         |
| 1. Test | Sachin Tendulkar    |
| 2. Test | Jesse Ryder         |
| 3. Test | Gautam Gambhir      |